# Deal of the Century
Deal of the Century is een Amerikaanse filmkomedie uit 1983 onder regie van William Friedkin.

## Verhaal
De kleine wapenhandelaar Eddie Muntz tracht in Zuid-Amerika zijn geweren te slijten aan guerillaleiders. Per ongeluk komt hij toe aan het grotere werk. Hij verkoopt een nieuw type gevechtsvliegtuig aan de dictator van San Miguel.

## Rolverdeling
| Acteur                | Personage           |
| --------------------- | ------------------- |
| Chevy Chase           | Eddie Muntz         |
| Sigourney Weaver      | Catherine DeVoto    |
| Gregory Hines         | Ray Kasternak       |
| Vince Edwards         | Frank Stryker       |
| William Marquez       | Generaal Cordosa    |
| Eduardo Ricard        | Kolonel Salgado     |
| Richard Herd          | Lyle                |
| Graham Jarvis         | Babers              |
| Wallace Shawn         | Harold DeVoto       |
| Randi Brooks          | Juffrouw Della Rosa |
| Ebbe Roe Smith        | Bob                 |
| Richard Libertini     | Masaggi             |
| J.W. Smith            | Will                |
| Carmencristina Moreno | Zangeres            |
| Charles Levin         | Dr. Rechtin         |